# Battista Sforza
Battista Sforza (Pesaro, 1446 - Gubbio (Úmbria), 6 de juliol, 1472) era filla d'Alessandro Sforza, senyor de Pesaro i Costanza Varano.
Als catorze anys d'edat casà amb Federico da Montefeltro convertint-se en duquessa d'Urbino. D'aquest matrimoni nasqueren:
- Costanza? de Montefeltro (Desembre 1460 – Febrer 1461)
- Giovanna da Montefeltro (1462–1514)
- Isabetta da Montefeltro (vers 1464 – 1521)
- Costanza da Montefeltro (1466–1518)
- Violanta da Montefeltro
- Agnese da Montefeltro (1470–1522)
- Guidobaldo da Montefeltro (1472–1508)

Es distingí tant per les seves virtuts com pel seu talent i il·lustració i bondat, pel qual fou molt estimada i plorada -(morí amb 26 anys d'edat)- pels seus súbdits i quants la tractaren. La seva fama es va estendre arreu del país i molts personatges visitaren la vila d'Urbino per conèixer la duquessa, que morí en la flor de la vida.
Gran protectora de les arts i les lletres, ella mateixa fou escriptora distingida, i es citen diversos treballs seus en llatí, idioma que parlava i escrivia com el seu propi. En el Museu Bargello de Florència es conserva un bust de la duquessa Battista de Sforza obra de Francesco Laurana.
Piero della Francesca 044.jpg